# Бабяк
Бабяк (болг. Бабяк) — село на юго-западе Болгарии. Находится в Благоевградской области, входит в общину Белица. По данным переписи населения 2011 года, в селе  проживало 820 человек. Село Бабяк расположено в горной местности (более 1 км над уровнем моря). Находится примерно в 10 км к востоку от центра города Белица и примерно в 49 км к востоку от центра города Благоевград. Жители села исповедуют ислам.

## История
Некоторые авторы полагают, что названо село так вероятно богомилами жившими в здешних местах до принятия ислама. Первые письменные упоминания в 1490—1491, 1576, 1643—1644 и 1650 гг. Васил Кынчов упоминал, что в конце XIX века в селе проживало 3,6 тыс. жителей (болгары-мусульмане).

## Достопримечательности
- Мечеть, построена XVII—XVIII вв.

## Население
| Год     | 1934 | 1946 | 1956 | 1965 | 1975 | 1985 | 1992 | 2001 | 2011 |
| ------- | ---- | ---- | ---- | ---- | ---- | ---- | ---- | ---- | ---- |
| Жителей | 5900 | 6303 | 1050 | 713  | 930  | 900  | 813  | 821  | 820  |

| Национальность  | Человек | Процент |
| --------------- | ------- | ------- |
| болгары         | 660     | 93,48%  |
| турки           | 8       | 1,13%   |
| цыгане          | 26      | 3,68%   |
| другие          | 12      | 1,7%    |
| не определились | 0       | 0%      |
| Всего ответов   | 706     |         |

|  |